# Монтело (Варезе)
Монтело је насеље у Италији у округу Варезе, региону Ломбардија.
Према процени из 2011. у насељу је живело 23 становника. Насеље се налази на надморској висини од 371 м.